# بيل هاتشر
بيل هاتشر (بالإنجليزية: Bill Hatcher)‏ هو مصور أمريكي، ولد في 1959.